# Канал Волга — Уводь
Во́лга — У́водь (Волга-Уводь) — канал в центральной России. Протяжённость — 78 километров. Высота устья — 126,4 м над уровнем моря. Достопримечательность Ивановской области. Создатель — трест «Центродорстрой», находится на балансе ивановского АО «Водоканал». Предназначается для водоснабжения, несудоходен. 

## История создания
Строительство канала началось в сентябре 1960 года. 2 ноября 1965 года была пущена насосная станция в деревне Пеньки. Канал сдан в эксплуатацию в сентябре 1966 года. Основное назначение этого канала — водоснабжение стоящего на Уводи крупнейшего текстильного центра Иваново. Насосная станция поднимает воду из Волги на высоту 51 м, а дальше она идёт самотёком. Его строительство продолжалось пять лет. Собственно трубопровод состоит из четырёх труб длиной 300 метров и диаметром 1,2 м каждая. Длина канала 78 км, ширина — 20 м, а средняя глубина воды — 2,5 м. Паводковые и дождевые воды, которые прежде свободно стекали по лежавшим на пути канала овражкам и ложбинкам, теперь крайне опасны. Они могут загрязнить канал и даже разрушить его. Для их пропуска под каналом построено 15 труб ливнепроводов, над ним — 3 акведука, для сбора этих вод — 9 водопусков.

## Факты
- Впервые в практике гидротехнического строительства под руководством инженеров Чаева, Г. С. Фишера и В. С. Арутюнова было осуществлено экранирование откосов канала из моренных суглинков в зимнее время без каких-либо мероприятий по обогреву.

## Ситуация периода упадка экономики региона
В период разрушения плановой экономики и передела производственных активов, некоторые из которых были уничтожены, канал потерял своё промышленное значение для Иванова. Большие объёмы воды, требовавшиеся в XX веке для производственных нужд текстильных предприятий, теперь не имеют потребителя ввиду упадка отрасли в регионе. Вода в канале стоячая, в бассейне обитают бобры. Канал постепенно зарастает кустарником, который регулярно выпиливается раз в несколько лет. Глубина канала не превышает 2 метров. Часть акведуков имеют повреждения.